# Nikolai Petrowitsch Batalow

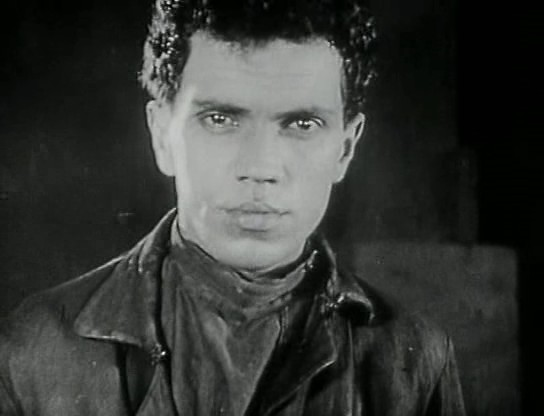
Nikolai Petrowitsch Batalow

Nikolai Petrowitsch Batalow (russisch Николай Петрович Баталов; * 24. Novemberjul. / 6. Dezember 1899greg. in Moskau; † 10. November 1937 ebenda) war ein sowjetischer Schauspieler.

## Biografie
Batalow begann 1916 eine Schauspielausbildung im 2. Studio des Moskauer Künstlertheaters; 1924 wurde er dort Ensemblemitglied und spielte als erste wichtige Rolle die Titelfigur in Beaumarchais’ Der tolle Tag oder Figaros Hochzeit.
Sein Filmdebüt hatte er in Protasanows Verfilmung von Alexei Tolstois Aelita (1924) als Rotarmist Gussew. Batalows bekannteste Filmarbeit ist die Hauptrolle des Pawel Wlassow in Pudowkins Die Mutter (1926). Er trat auch in Der Weg ins Leben (1931), dem ersten sowjetischen Tonfilm, auf.
Seine Spielweise zeichnet sich durch Realismus und die warme Darstellung kraftvoller Charaktere aus. Batalow wurde 1933 als Verdienter Künstler der RSFSR ausgezeichnet.
Er litt seit Ende der 1920er Jahre an Tuberkulose und starb trotz mehrerer Heilbehandlungen im Alter von nur 37 Jahren. Er war mit der bekannten Bühnenschauspielerin Olga Androwskaja verheiratet. Ihre gemeinsame Tochter Swetlana Batalowa wurde ebenfalls Schauspielerin.

## Filmografie
- 1924: Der Flug zum Mars (Aelita)
- 1926: Die Mutter (Mat)
- 1927: Der gelbe Paß (Semlja w plenu)
- 1927: Bett und Sofa (Tretja Meschtschanskaja)
- 1927: Schena
- 1931: Der Weg ins Leben (Putjowka w schisn)
- 1933: Gorizont
- 1935: Tri towarischtscha
- 1935: Sokrowischtscha pogibschero korablja
- 1935: Pastutsch i zar